# 프레더릭 로프
프레더릭 로프(Frederick Rolf, 1926년 8월 14일 ~ )는 미국의 언어학자, 번역가, 배우, 연극 배우이다.
베를린에서 태어났다.

## 영화
- 돈 드링크 워터 (1994년) - 야나스 카스나르 역
- 사랑과 슬픔의 맨하탄 (1990년)
- 스트리트 스마트 (1987년)
- 위트니스 (1985년) - 스톨츠퍼스 역
- 죽음의 그림자 (1980년)
- 블레이드 (1973년)